# École nationale supérieure d'architecture de Strasbourg
L'École nationale supérieure d’architecture de Strasbourg (ENSAS) – anciennement École d’architecture de Strasbourg (EAS) – est un établissement d'enseignement supérieur français, enseignant l'architecture, situé à Strasbourg.

## Historique

La façade du bâtiment en 2013, pensée par l'architecte Marc Mimram.

«En juin 1914, quelques jours avant l’assassinat de Sarajevo, l’architecte Théo Berst s’élevait contre la guerre et publiait un plaidoyer en faveur de l’art : «Ars plutôt que Mars 1». Il y imaginait, de façon prémonitoire, la création à Strasbourg d’une «École Supérieure pour l’architecture et ses domaines voisins». Une école qui dépasserait les frontières nationales pour réunir les meilleurs artistes des deux pays, qui ferait voisiner Adolf von Hildebrand, auquel Strasbourg devait la statue du «Vater Rhein», et Auguste Rodin, dont certaines œuvres y avaient été exposées en 1907 lors de l’Exposition d’art français contemporain ; une école qui réunirait des sections d’architecture, de mobilier, de peinture, de sculpture, de ciselage, de céramique et d’autres encore. Bref, une «école d’arts appliqués où l’on enseignerait librement comment l’artisanat est sublimé par l’art». Précurseur pour Strasbourg, ce projet de réunion de l’enseignement de l’architecture à celui des artisanats qui lui sont liés, l’était aussi pour la pédagogie, annonciateur de ce qui se fera au Bauhaus.» 
Fondée en 1921, l’école nationale supérieure d'architecture de Strasbourg est un établissement public administratif sous tutelle du ministère de la Culture,. Elle est associée à l'université de Strasbourg depuis 2012.
L’école quitte les locaux du Palais du Rhin en 1987, ceux-ci étant devenus trop étroits pour accueillir les promotions grandissantes d'élèves architectes. Elle s’installe dans les locaux d’un ancien concessionnaire automobile BMW, ce qui lui vaut encore aujourd’hui son surnom de « garage ». Le projet des architectes Moretti et Clapot permet d’y créer de nombreux locaux d’enseignements, avec notamment un atelier sous verrière situé dans l’ancien atelier de réparation au sommet d’une rampe, ainsi qu’une cafétéria dans l’ancien espace d’exposition de la concession, à l’angle de la rue Moll et du boulevard Wilson.
En 2010, un projet d’extension est confié à l’architecte Marc Mimram pour permettre à l’école de doubler sa surface de 4 360 m² à l’issue des travaux,. Le nouveau bâtiment est livré en 2013. En 2015, l’immeuble du « Garage » est à son tour entièrement réhabilité pour une réouverture en 2016.

## Enseignements
La formation dispensée est de niveau premier cycle, master et doctorat :

### Premier cycle
Le premier cycle d’études, d’une durée de trois ans, conduit au diplôme d’Études en architecture conférant le grade de licence (DEEA). Ces trois années sont consacrées à l’acquisition des bases d’une culture architecturale, des processus de conception, de la compréhension et de la pratique du projet d'architecture.

### Master
Le deuxième cycle d’études, d’une durée de deux ans, conduit au diplôme d’État d’architecte conférant le grade de master (DEA). Ces deux années permettent d’acquérir la maîtrise des problématiques propres à l’architecture et de se préparer aux différents modes d’exercices et domaines professionnels.

### Doctorat
La formation doctorale, ouverte au titulaire du DEA est organisée en partenariat avec l’École doctorale en Sciences humaines et sociales - Perspectives Européennes de l’Université de Strasbourg.

### Habilitation à la Maîtrise d'Œuvre en son Nom Propre (HMONP)
L'école délivre depuis 2005 la HMONP au terme d'une année d'études supplémentaire. Cette habilitation permet à l'architecte de signer des plans de son nom et de s'inscrire à l'Ordre des architectes.

### Formation professionnelle continue
L'ENSAS propose une formation professionnelle continue diplômante aux salariés engagés dans la vie active dans le domaine de l’architecture, de la construction, de l’aménagement de l’espace. Cette formation leur permet d’obtenir les diplômes du cursus de l’enseignement de l’architecture selon un emploi du temps aménagé.